# Gialoúsa
Gialoúsa (grec : Γιαλούσα, turc : Yeni Erenköy) est une ville de Chypre, située dans la partie de l'île sous contrôle turc depuis 1974 (Chypre du Nord).

## Géographie
Gialoúsa est située sur la côte nord de la péninsule de Karpas, au nord-est de l'île. Elle fait théoriquement partie du district de Famagouste (république de Chypre) et a été rattachée au district d'Iskele (Chypre du Nord). Sa population s'élève à 1 174 habitants (2011), tandis que celle de la municipalité atteint 5 627.

## Histoire
Presque exclusivement peuplée par des Chypriotes grecs avant la partition de l'île, Gialoúsa a vu sa population d'origine remplacée par des Chypriotes turcs originaires d'Erenköy en 1976. Elle a alors pris le nom de Yeni Erenköy (« Nouvelle-Erenköy ») en turc.